# Milton Kenan Júnior
Milton Kenan Júnior (ur. 24 listopada 1963 w Taiúva) – brazylijski duchowny katolicki, biskup Barretos od 2014.

## Życiorys
Święcenia kapłańskie przyjął 5 września 1987 i został inkardynowany do diecezji Jaboticabal. Pracował głównie jako duszpasterz parafialny, pełnił także funkcje m.in. koordynatora duszpasterstwa w diecezji oraz wikariusza biskupiego.
28 października 2009 papież Benedykt XVI mianował go biskupem pomocniczym archidiecezji São Paulo oraz biskupem tytularnym Aquae in Byzacena. Sakry biskupiej udzielił mu 27 grudnia 2009 kardynał Odilo Scherer. Od 2010 odpowiadał za region Brasilândia.
5 listopada 2014 papież Franciszek ustanowił go biskupem ordynariuszem diecezji Barretos. Ingres odbył się 21 grudnia 2014.